# 巴黎电子工程师高等学校
巴黎电子工程师高等学校（法語：ESIEE Paris）是法国的一所工程师学校，是居斯塔夫·埃菲尔大学的成员。

## 历史
学校始建于1904年。1968年，学校更名为电子工程师高等学校（法語：École supérieure d'ingénieurs en électrotechnique et électronique）。
1987年，学校搬入由多米尼克·佩罗设计的位于马恩拉瓦莱的新址。
1. ↑  AA-ESIEE. . www.aa-esiee.com.   [2020-11-01]. （原始内容存档于2021-01-17） （法语）.